# Darłowo (comune rurale)
Darłowo è un comune rurale polacco del distretto di Sławno, nel voivodato della Pomerania Occidentale.
Ricopre una superficie di 269,84 km² e nel 2005 contava 7 603 abitanti.
Il capoluogo è Darłowo, che non fa parte del territorio ma costituisce un comune a sé.